# Fukue
Fukue (福江市, Fukue-shi) era uma cidade japonesa localizada na província de Nagasaki. Fukue recebeu o estatuto de cidade em 1 de abril de 1954. Em 2003, a cidade tinha uma população estimada em 26 886 habitantes e uma densidade populacional de 170,01 h/km². A área total da cidade era de 158,14 km².
Fukue foi unida em 1 de agosto de 2004 às cidades de Kishiku, Miiraku, Naru, Tamanoura e Tomie, todas do Distrito de Minamimatsura, para formar a nova cidade de Goto. O Aeroporto de Gotō-Fukue fica na antiga cidade de Fukue.